# Weißstirn-Weißspanner

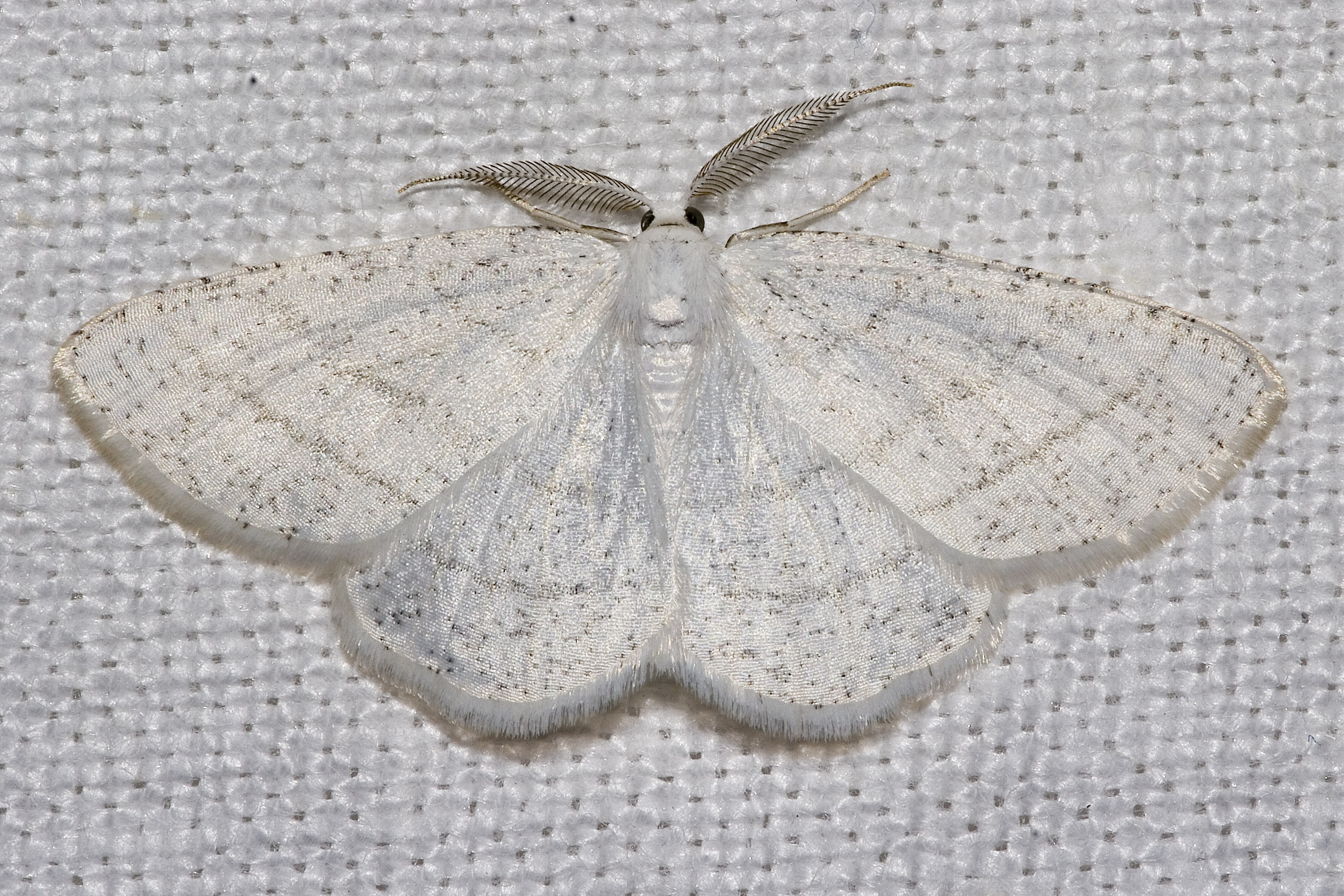
Männchen

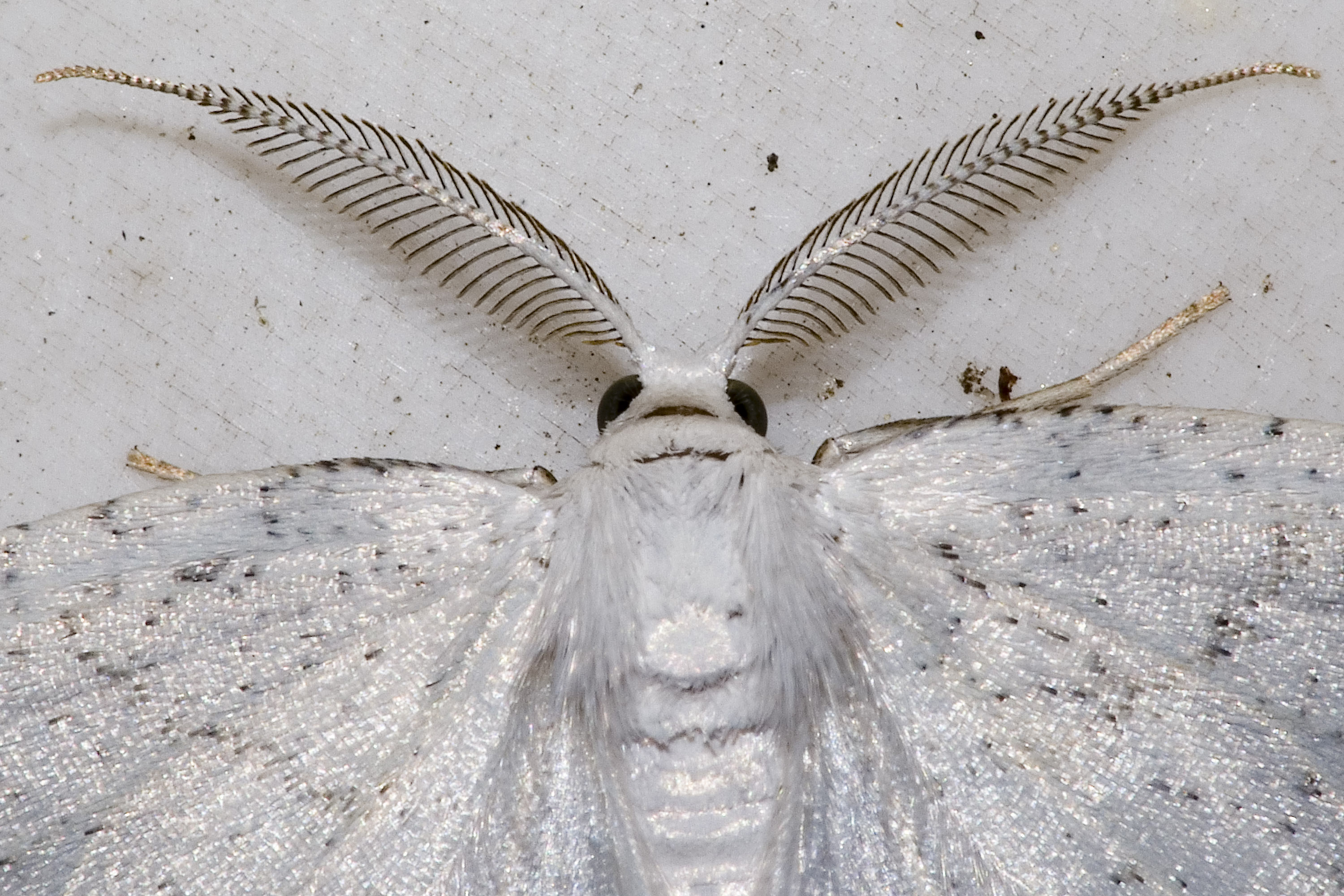
Fühler des Männchens

Der Weißstirn-Weißspanner (Cabera pusaria) ist ein Schmetterling (Nachtfalter) aus der Familie der Spanner (Geometridae).

## Merkmale
Die Falter erreichen eine Flügelspannweite von 25 bis 28 Millimetern. Sie haben weiße Flügel, die drei graubraune, sehr schwach gewellte Querlinien aufweisen. Daneben sind die Flügel sehr fein mit schwarzen Schuppen gesprenkelt. Im Gegensatz zu der sehr ähnlichen Cabera exanthemata ist bei Cabera pusaria die Stirn unterhalb der Fühleransätze rein weiß.
Die Raupen werden 35 Millimeter lang. Sie sind grün oder bräunlich gefärbt. Ihr Körperquerschnitt ist abgeflacht. Sie haben auf jedem Segment am Rücken einen rotbraunen Fleck. 

### Ähnliche Arten
- Braunstirn-Weißspanner (Cabera exanthemata) (Scopoli, 1763)
- Urbahns Weißer Weidenspanner (Cabera leptographa) (Wehrli, 1936)

## Vorkommen
Sie kommen in Laubwäldern und ihrer Umgebung häufig und fast überall in Mitteleuropa vor. 

## Lebensweise
Die Raupen ernähren sich von den Blättern verschiedener Bäume und Sträucher, vor allem aber von Salweide (Salix capera), Hänge-Birke (Betula pendula), Bergulme (Ulmus glabra), Schwarzerle (Alnus glutinosa), Stieleiche (Quercus robur).
Die Raupen verpuppen sich in einem lockeren Gespinst am Boden und überwintern, bevor sie schlüpfen.

### Flug- und Raupenzeiten
Die nachtaktiven Tiere fliegen in zwei Generationen pro Jahr von April bis Oktober.